# 줄리우 바프티스타
줄리우 세자르 클리멘치 바프티스타(포르투갈어: Júlio César Clemente Baptista, 1981년 10월 1일, 상파울루 ~)는 브라질의 전 프로 축구 선수로, 포지션은 공격형 미드필드이자 공격수이다. 그는 프로 레슬링 선수 데이브 바우티스타와 성이 비슷해서 "야수"라는 별칭이 붙었다.
바프티스타는 수비형 미드필더로 프로 무대의 첫 발을 디뎠고, 수 차례 고향의 상파울루에서 인상적인 활약을 펼친 후 2003년에 세비야로 이적했다. 그는 세비야에 입단하고 공격수로 전향해 두 시즌을 통틀어 50골을 올렸고, 2005년에는 스페인 거함 레알 마드리드로 이적했다. 레알 마드리드에서 참혹한 두 시즌을 보내고 그 사이에 아스널로 임대되었던 바프티스타는 이탈리아의 로마로 둥지를 옮겼다. 2011년 1월, 그는 말라가와 계약하여 스페인 무대에 복귀했고, 2년 뒤에는 브라질로 돌아가 크루제이루 소속이 되었다.

## 클럽 경력

### 세비야
2003년 8월 3일, 세비야는 바프티스타를 데려왔다. 스페인 구단은 그를 영입하기 위해 £1.75M ($3.75M) 을 사용한 것으로 보고되었다. 바프티스타는 자신감이 충만해 스페인에서의 성공을 자신했다. 그는 등번호 19번을 받아 공격형 미드필더로 활약하기 시작했다. 바프티스타는 빠르게 적응해 라싱 산탄데르와의 경기에서 2골을 넣어 세비야의 4-0 승리를 견인했다. 시즌이 지나면서, 좋은 기량을 계속 유지해 나갔고, 레반테와의 경기에서 2골을 추가하고 라싱 산탄데르와 재회했을 때에 또 골을 득점했는데, 안방에서 5-2로 이긴 이 경기에서 무려 4번 골망을 갈랐다.
그의 기량은 다수 대형 구단의 관심을 불러모았고, 잉글랜드 거함 아스널의 제의에도 불구하고, 바프티스타는 1년 더 세비야에 머물러 모든 대회를 통틀어 25골을 기록했다.
2003년부터 2005년까지, 바프티스타는 세비야의 모든 대회에 81경기에 출전해 50골을 넣었고, 훌륭한 활약을 바탕으로 이적설이 났는데, 레알 마드리드가 아스널을 제치고 그의 이적 서명을 받았다.

### 레알 마드리드
2005년 7월 25일, 레알 마드리드는 오랜 기간 그를 노리던 아스널을 제치고 €20M (£13.8M) 에 그를 영입했고, 나중에 €24.5M (£16.9M)으로 가치가 올랐다. 바프티스타는 5년 계약을 맺었다. 바프티스타는 최소 1년 더 스페인에 머물기로 결정했는데, 스페인 이중국적을 획득해 유럽에서 자유롭게 왕래할 수 있기에 레알 마드리드를 선택했다고 밝혔다. 그는 같은 시기에 잉글랜드로 이적하고 싶지 않다고도 밝혔다. 레알 마드리드에 입단하면서, 바프티스타는 등번호 8번을 받았다.
레알 마드리드는 시즌을 앞두고 굵직한 영입을 몇 차례 했는데, 바프티스타 외에도 호비뉴를 산투스에서, 세르히오 라모스를 세비야에서 영입해, 무관의 수렁에서 벗어나기 위해 노력했다. 그러나, 애석하게도 그리하지 못했다. 바프티스타는 레알 마드리드에서 지네딘 지단과 구티가 공격진에 존재하기 때문에 본래 자신이 맡지 않은 좌측 측면을 맡았다. 그로 인해, 그는 기량을 유지하지 못했고, 다수의 유럽 구단들이 그를 영입하려 시도했다. 그는 2006년 통틀어 8골을 넣는데 그쳤다. 시즌은 실망스럽게 끝났는데, 레알 마드리드는 또다시 빈 손으로 시즌을 끝냈다.
바프티스타는 아스널이 자신을 여전히 주시하고 있다고 말했지만, 레알 마드리드에서 계약이 만료될 때까지 남겠다고 밝혔다.

### 아스널 임대

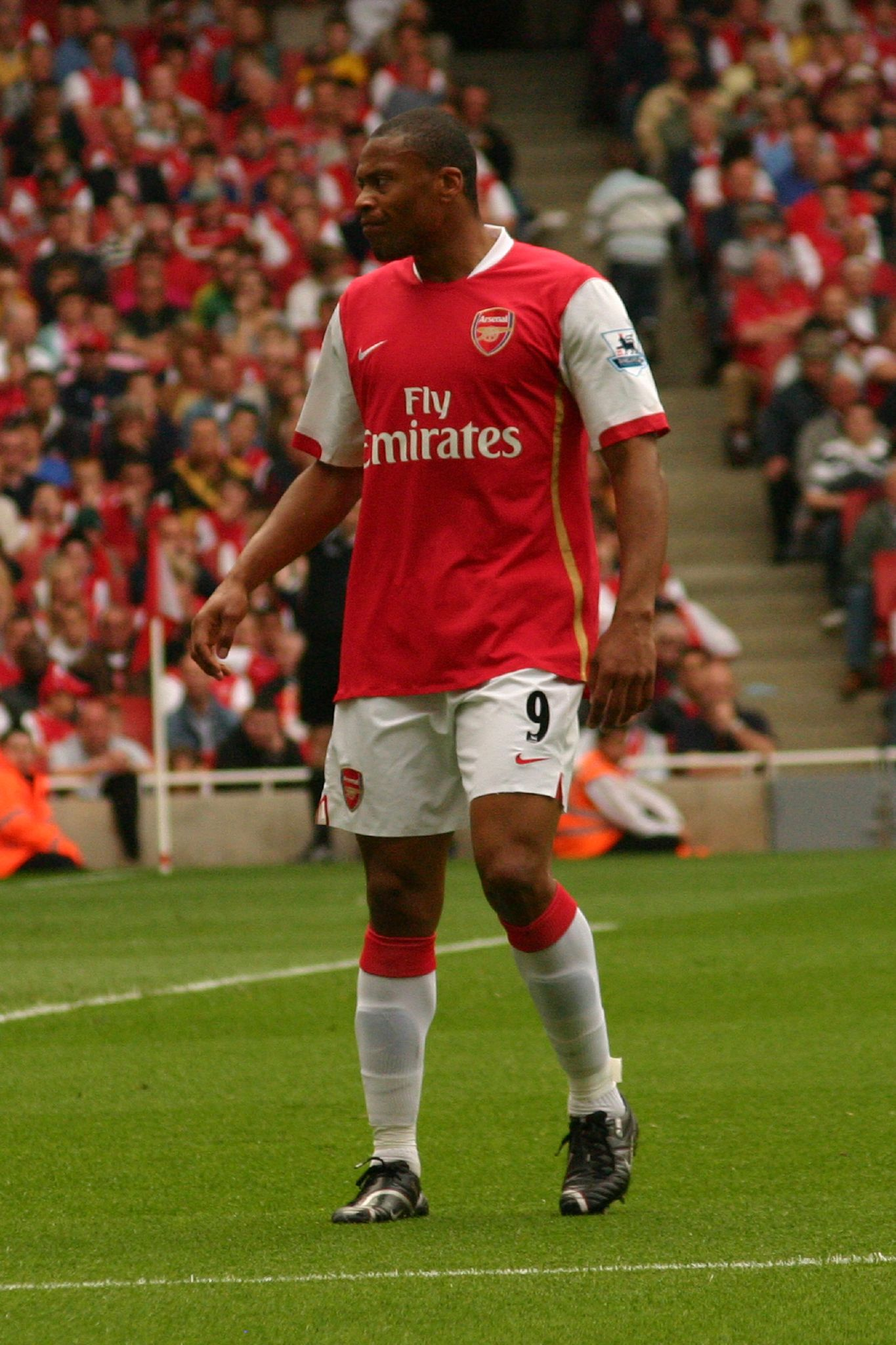
2007년, 아스널의 바프티스타

2006년 8월 이적시장 말일이 저물 무렵, 언론은 그가 토트넘 홋스퍼나 아스널과 연락했고, 후자의 경우 호세 안토니오 레예스와의 교환도 고려되었다고 덧붙었다. 바프티스타는 계속해서 레알 마드리드를 떠나고 싶지 않다고 밝혔다. 그러나, 2006년 8월 31일, 이적시장 말일, 바프티스타는 호세 안토니오 레예스와 교환으로 12달 임대를 가게 되었다. 2006년 11월 21일, 그는 함부르크와의 UEFA 챔피언스리그 경기에서 아스널 소속으로 첫 골을 기록했다.
바프티스타는 프리미어리그 무대에서 고전해 24번의 리그 경기에서 3골에 그쳤다. 그러나, 바프티스타는 리그 컵에서 6골을 넣어 득점 본능을 유지했는데, 2007년 1월 9일 리버풀과의 8강전에서 구단 기록인 4골을 집어넣어 6-3 승리를 견인했는데, 같은 경기에서 페널티킥을 실축하기도 했는데, 볼턴 원더러스와 포츠머스 와의 경기에서도 페널티킥을 두 번 더 실축했었다. 바프티스타는 토트넘 홋스퍼와의 준결승전에서 2골 (막판에 자책골도 기록했다.) 을 추가했지만, 결승전에서 첼시에게 1-2로 패하기도 했다.
도합하여, 바프티스타는 아스널에서 35경기에 나서서 10골을 넣었다.

### 레알 마드리드 복귀
2006-07 시즌이 끝나고, 아스널의 계획에서 제외된 그는 임대 종료로 레알 마드리드로 복귀했다. 베른트 슈스터 마드리드 신임 감독은 바프티스타를 그가 선호하는 중앙쪽에 더 자주 기용했다.
바프티스타는 라치오를 상대로 UEFA 챔피언스리그 시즌 1호골을 올렸다. 이후 바프티스타는 리그 2호골을 기록했는데, 바르셀로나와의 고전 더비 경기에서 뤼트 판 니스텔로이의 1대2 패스를 받아 전반전에 훌륭히 골을 마무리했다. 그의 골은 결승골이 되어 1-0 승리를 쟁취했다. 이 경기는 레알 마드리드가 캄 노우 원정에서 숙적 바르셀로나를 상대로 24년 만에 기록한 두 번째 승리였다.
같은 시즌, 바프티스타는 준수한 활약을 선보였다. 그의 활약상은 다수의 찬사를 받았고, 구티를 계속해서 후보 선수로 밀어넣었다. 그러나, 시즌 끝이 다가오면서, 선수단에서의 입지가 사라졌고, 또다시 미래를 걱정할 의문의 여름을 보내게 되었다.

### 로마
8월 14일, 로마는 레알 마드리드로부터 바프티스타를 영입해 추가 공격진 보강을 완료했다. 세리에 A 구단 측에서는 26세의 이 브라질 선수에 €9M에 추가 비용을 들여 영입했고, 세금과 수당 제외 €4.5M 가치의 4년짜리 계약서에 서명했다고 덧붙였다.
2008년 8월 24일, 바프티스타는 인테르나치오날레와의 수페르코파 이탈리아나에서 로마 신고식을 치렀는데, 경기는 승부차기 끝에 졌다. 바프티스타는 승부차기 주자로 나서서 골망을 흔들었다. 2008년 10월 1일, 그는 보르도를 상대로 로마에서 UEFA 챔피언스리그 1호골을 기록해 3-1 승리에 일조했다. 바프티스타는 라치오와의 첫 수도의 더비 경기에서도 결승골을 넣었다. UEFA 챔피언스리그 16강에서 로마는 바프티스타의 전 소속 구단인 아스널을 상대하게 되었다. 그는 1, 2차전에 모두 출전했고, 애슈버턴 그로브에서 1차전을 올림피코에서 2차전을 치렀다. 바프티스타는 2차전에 로마의 골잡이 주앙이 부상당해 일찍 교체로 투입되었다. 바프티스타는 로마가 2골차로 앞서나가 UEFA 챔피언스리그 8강의 고지를 점할 기회를 여러 차례 잡았지만, 모두 놓쳤고, 70분에는 마누엘 알무니아를 9미터 앞에서 따돌리지 못했다. 로마는 이어지는 승부차기에서 6-7로 졌다.

### 말라가
2011년 1월 3일, 말라가가 줄리우 바프티스타의 영입을 발표했다. 그는 2년 반 계약을 맺었다. 2011년 1월 14일, 로마는 이적료를 €2.5M으로 발표했다. 2011년 1월 16일, 그는 1-4로 패한 바르셀로나전에서 말라가 신고식을 치렀고, 엿세 후인 발렌시아전에서 첫 골을 집어넣었지만 3-4로 졌다.
그러나, 바프티스타는 헤타페와의 경기에서 페널티킥으로 득점한 후 부상을 당해 며칠 후 브라질에서 수술을 받았다. 2011년 4월 16일, 그는 현장에 복귀해 3-0으로 이긴 마요르카와의 안방 경기에서 2골을 추가해, 소속 구단을 강등권에서 구제했다.
2011년 10월 1일, 바프티스타는 3-2로 이긴 헤타페와의 경기에서 돌려차기로 막판에 극적인 결승골을 기록해 30번째 생일을 자축했다. 그러나, 그는 경기 도중 오른쪽 다리 부상을 당했고, 경상으로 보였던 부상은 시즌 말까지 결장이 불가피한 수술이 필요하게 되었다. 2012년 3월 6일, 바프티스타는 시즌 남은 기간을 결장하고 브라질에서 회복에 전념할 것임이 밝혀졌다. 그는 2013년 2월 3일에 복귀해 1-1로 비긴 레알 사라고사전에서 교체로 출전했다. 바프티스타는 3월 30일, 3-1로 이긴 라요 바예카노와의 경기에서 교체로 들어가 말라가의 쐐기골을 기록해 복귀 후로는 첫 골을 넣어 소속 구단을 라 리가 4위에 올렸다.
2013년 7월 24일, 말라가는 바프티스타의 계약을 해지했다.

### 크루제이루
2013년 7월 24일, 줄리우 바프티스타는 브라질 1부 리그 크루제이루와 계약을 맺었고, 데데, 다고베르투, 그리고 파비우 등의 유명 선수와 협력하게 되었다. 그는 2년 계약을 맺은 것으로 알려졌고, €170,000의 월급을 받게 되었다.
2013년 7월 28일, 바프티스타는 미네이랑에 장갑차로 진입해 하늘 군단이 숙적 아틀레치쿠 미네이루를 4-1로 완파한 경기에서 관중들 앞에 모습을 드러냈다. 첫 등장 후, 바프티스타는 합류한 선수단 일원으로 활약할 수 있는지 밝히지 않았다. 야수의 언급에 따르면, "문서와 마르셀루 올리베이라 크루제이루 감독"의 재량에 따를 것으로 알려졌다.
마르셀루 올리베이라 감독은 바프티스타가 기량을 회복하기 위해 노력하는 모습을 칭찬했다. 올리베이라 감독이 바프티스타가 어느 역할을 할 지 질문을 받자, 감독은 바프티스타를 세비야에서 전성기를 보낼 때의 경험을 바탕으로 플레이메이커로 활약할 것이라 답했다. 올리베이라는 상대 선수를 견제하는데 히카르두 굴라르를 선호한다고도 덧붙였다.

### 올랜도 시티
2016년 3월 23일, 올랜도 시티가 바프티스타의 영입을 발표했다. 4월 8일, 그는 필라델피아 유니언과의 경기에서 메이저 리그 사커 신고식을 치렀고, 5월 29일에는 뉴욕 시티를 상대로 첫 리그 골을 기록했다. 그의 계약 협상은 구단으로부터 거절받았고, 그는 2016년 11월 23일에 자유 이적으로 나갔다.

### CFR 클루지
2018년 8월 18일, CFR 클루지와 계약을 맺었다.

## 국가대표팀 경력
바프티스타는 브라질 국가대표팀 일원으로 47경기 출전하여 5골을 넣었다. 그의 첫 출전 경기는 2001년 6월 4일 2001년 FIFA 컨페더레이션스컵 경기로, 일본과 0-0으로 비겼다. 그는 2005년의 같은 대회에도 몇 경기 출전했다.
레알 마드리드에서 자신의 선호 역할을 맡지 못한 바프티스타는 기량이 떨어져 2006년 FIFA 월드컵에 참가하지 못했다. 그러나, 바프티스타는 2007년 코파 아메리카의 브라질 선수단에 재차출되어, 2007년 7월 15일, 3-0으로 이긴 아르헨티나와의 결승전에서 브라질의 선제골을 기록했다. 바프티스타는 대회를 3골로 마무리했다. 그는 2010년 FIFA 월드컵에서도 둥가 감독의 부름을 받아 브라질 선수단 일원으로 활약했다.

## 경력 통계

### 클럽
2013년 7월 16일 기준
| 클럽     | 클럽          | 클럽         | 리그 | 리그 | 컵               | 컵               | 리그 컵         | 리그 컵         | 대륙       | 대륙       | 합계 | 합계 |
| 시즌     | 클럽          | 리그         | 출장 | 골   | 출장             | 골               | 출장            | 골              | 출장       | 골         | 출장 | 골   |
| 브라질   | 브라질        | 브라질       | 리그 | 리그 | 코파 두 브라지우 | 코파 두 브라지우 | 리그 컵         | 리그 컵         | 남아메리카 | 남아메리카 | 합계 | 합계 |
| -------- | ------------- | ------------ | ---- | ---- | ---------------- | ---------------- | --------------- | --------------- | ---------- | ---------- | ---- | ---- |
| 2000     | 상파울루      | 세리이 A     | 14   | 0    | -                | -                | -               | -               | 5          | 1          | 19   | 1    |
| 2001     | 상파울루      | 세리이 A     | 25   | 4    | 5                | 4                | -               | -               | 6          | 1          | 36   | 9    |
| 2002     | 상파울루      | 세리이 A     | 21   | 3    | 5                | 0                | -               | -               | -          | -          | 26   | 3    |
| 2003     | 상파울루      | 세리이 A     | 15   | 3    | 7                | 2                | -               | -               | -          | -          | 22   | 5    |
| 스페인   | 스페인        | 스페인       | 리그 | 리그 | 코파 델 레이     | 코파 델 레이     | 코파 데 라 리가 | 코파 데 라 리가 | 유럽       | 유럽       | 합계 | 합계 |
| 2003–04  | 세비야        | 라 리가      | 30   | 20   | 6                | 4                | -               | -               | -          | -          | 36   | 24   |
| 2004–05  | 세비야        | 라 리가      | 33   | 18   | 2                | 0                | -               | -               | 8          | 5          | 43   | 23   |
| 2005–06  | 레알 마드리드 | 라 리가      | 32   | 8    | 6                | 1                | -               | -               | 7          | 0          | 45   | 9    |
| 잉글랜드 | 잉글랜드      | 잉글랜드     | 리그 | 리그 | FA컵             | FA컵             | 풋볼 리그 컵    | 풋볼 리그 컵    | 유럽       | 유럽       | 합계 | 합계 |
| 2006–07  | 아스널        | 프리미어리그 | 24   | 3    | 4                | 0                | 3               | 6               | 4          | 1          | 35   | 10   |
| 스페인   | 스페인        | 스페인       | 리그 | 리그 | 코파 델 레이     | 코파 델 레이     | 코파 데 라 리가 | 코파 데 라 리가 | 유럽       | 유럽       | 합계 | 합계 |
| 2007–08  | 레알 마드리드 | 라 리가      | 27   | 3    | 1                | 0                | -               | -               | 3          | 1          | 31   | 4    |
| 이탈리아 | 이탈리아      | 이탈리아     | 리그 | 리그 | 코파 이탈리아    | 코파 이탈리아    | 리그 컵         | 리그 컵         | 유럽       | 유럽       | 합계 | 합계 |
| 2008–09  | 로마          | 세리에 A     | 27   | 9    | 2                | 0                | -               | -               | 7          | 2          | 36   | 11   |
| 2009–10  | 로마          | 세리에 A     | 23   | 3    | 2                | 1                | -               | -               | 0          | 0          | 25   | 4    |
| 2010–11  | 로마          | 세리에 A     | 7    | 0    |                  |                  |                 |                 | 1          | 0          | 8    | 0    |
| 스페인   | 스페인        | 스페인       | 리그 | 리그 | 코파 델 레이     | 코파 델 레이     | 코파 데 라 리가 | 코파 데 라 리가 | 유럽       | 유럽       | 합계 | 합계 |
| 2010–11  | 말라가        | 라 리가      | 11   | 9    | 0                | 0                | -               | -               | 0          | 0          | 11   | 9    |
| 2011–12  | 말라가        | 라 리가      | 4    | 1    | 0                | 0                | 0               | 0               | 0          | 0          | 4    | 1    |
| 2012–13  | 말라가        | 라 리가      | 14   | 4    | 0                | 0                | 0               | 0               | 4          | 0          | 18   | 4    |
| 국가     | 브라질        | 브라질       | 75   | 10   | 17               | 6                | -               | -               | 11         | 2          | 103  | 18   |
| 국가     | 스페인        | 스페인       | 151  | 63   | 15               | 5                | -               | -               | 22         | 6          | 188  | 74   |
| 국가     | 잉글랜드      | 잉글랜드     | 24   | 3    | 4                | 0                | 3               | 6               | 4          | 1          | 35   | 10   |
| 국가     | 이탈리아      | 이탈리아     | 57   | 12   | 4                | 1                | -               | -               | 8          | 2          | 69   | 15   |
| 합계     | 합계          | 합계         | 307  | 88   | 40               | 12               | 3               | 6               | 45         | 11         | 395  | 117  |

### 국가대표팀
2010년 7월 2일 기준
| 국가대표팀 | 클럽          | 시즌      | 출장 | 골 |
| ---------- | ------------- | --------- | ---- | -- |
| 브라질     | 상파울루      | 2001      | 2    | 0  |
| 브라질     | 상파울루      | 2002      | 0    | 0  |
| 브라질     | 상파울루      | 2003      | 5    | 0  |
| 브라질     | 세비야        | 2003–2004 | 6    | 0  |
| 브라질     | 세비야        | 2004–2005 | 4    | 0  |
| 브라질     | 레알 마드리드 | 2005–2006 | 2    | 0  |
| 브라질     | 아스널        | 2006–2007 | 8    | 3  |
| 브라질     | 레알 마드리드 | 2007–2008 | 9    | 0  |
| 브라질     | 로마          | 2008–2009 | 5    | 1  |
| 브라질     | 로마          | 2009–2010 | 6    | 1  |
| 합계       | 합계          | 합계      | 47   | 5  |

## 수상

### 클럽
레알 마드리드
- 라 리가: 2007–08

크루제이루
- 캄페오나투 브라질레이루 세리이 A: 2013, 2014

### 국가대표팀
브라질
- 코파 아메리카: 2004, 2007
- FIFA 컨페더레이션스컵: 2005, 2009